# Râul Fleț
Râul Fleț este un curs de apă, afluent al râului Luț. 

## Hărți
- Harta județului Mureș